# Gustaf Wernersson Cronquist

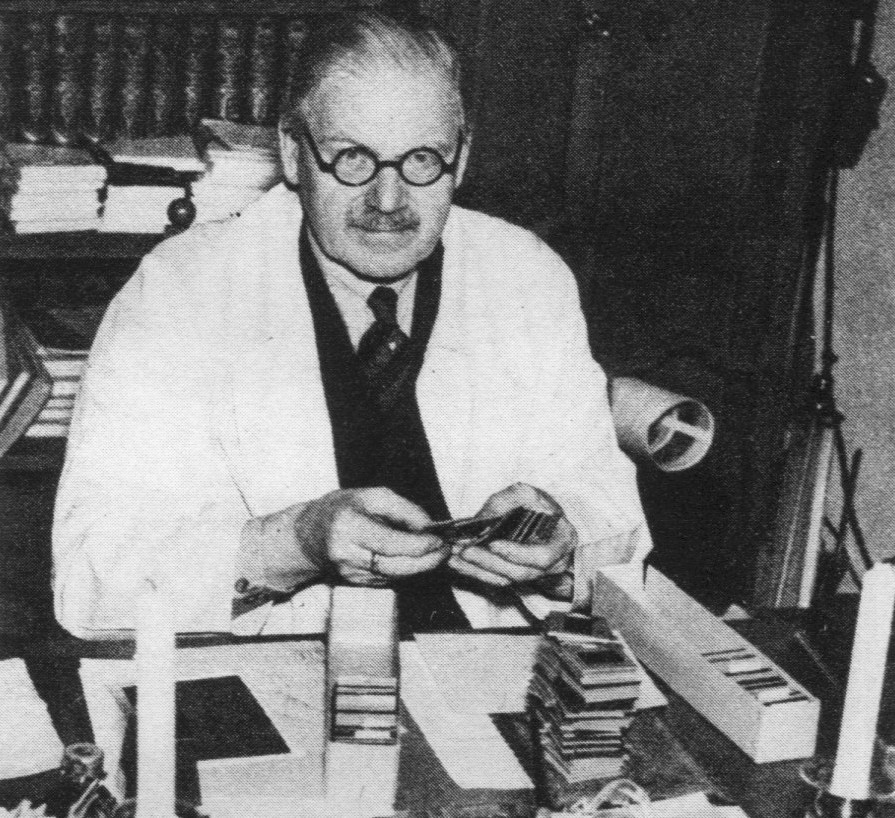
Gustaf W:son Cronquist, 1939.

Gustaf Wernersson Cronquist (ofta Gustaf W:son Cronquist), född 8 september 1878 i Stockholm, död 16 juli 1967 i Stockholm, var en svensk amatörfotograf som blev känd genom sina talrika Stockholmsbilder i färg. Han var son till Werner Cronquist.

## Liv och verk

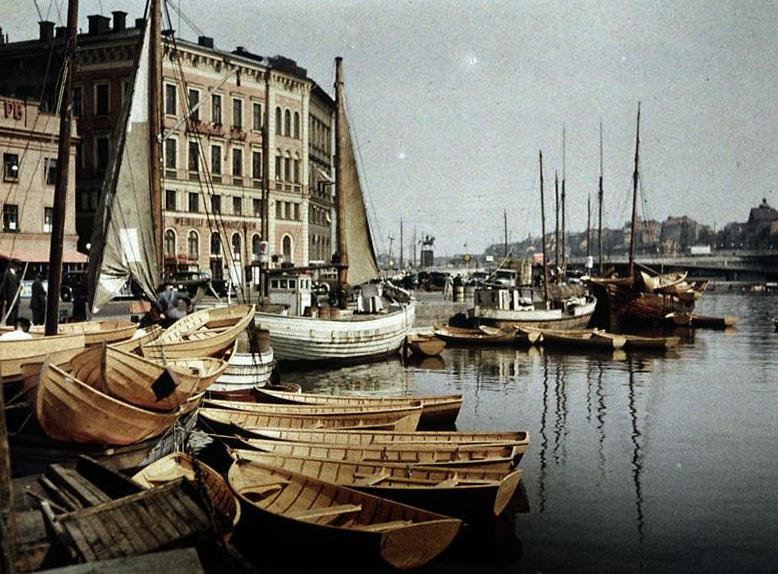
Båtar vid Mälartorget, Stockholm 1938.

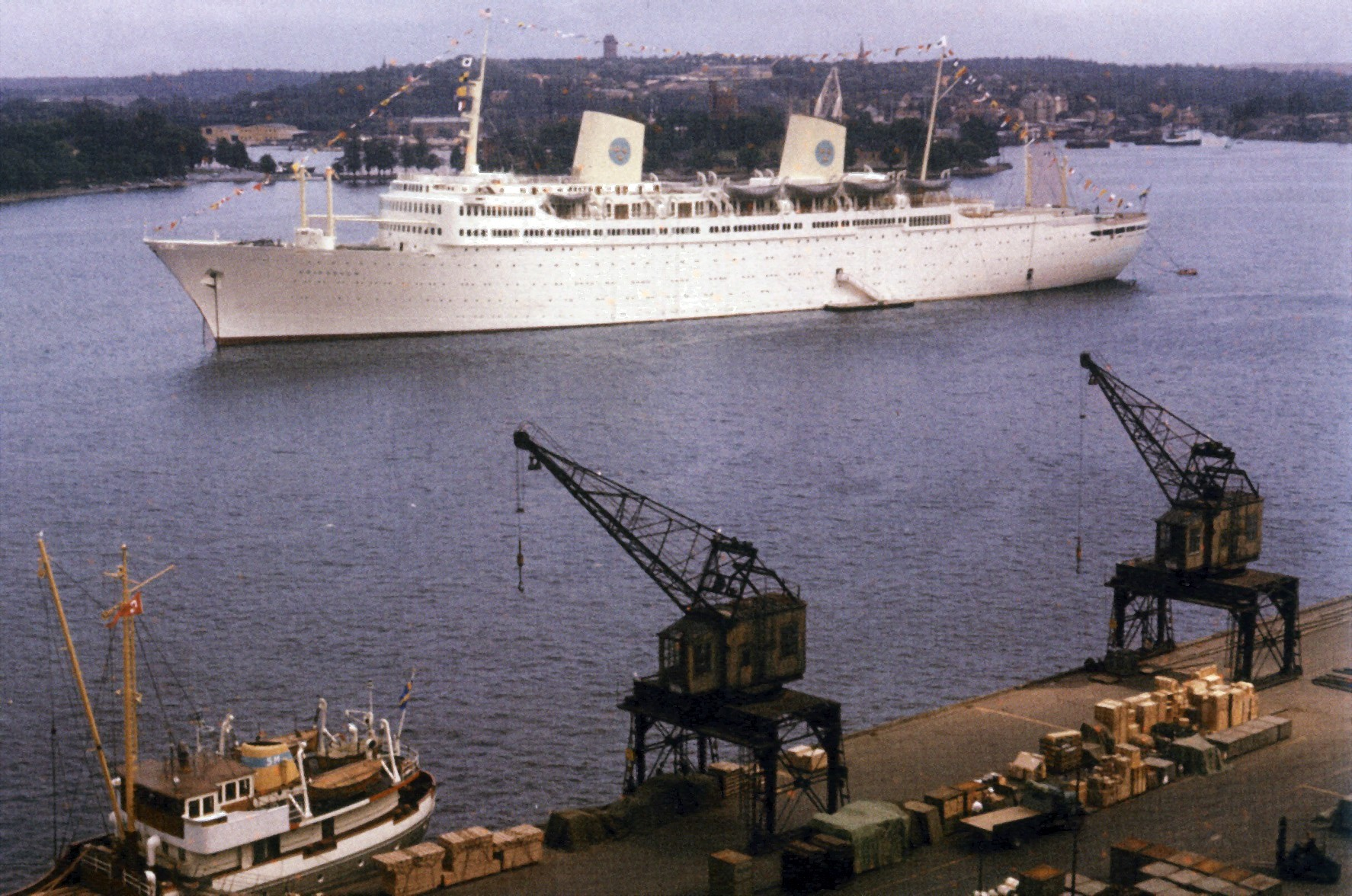
M/S Gripsholm med Stadsgården 1958.

Gustaf Wernersson Cronquist utexaminerades från Kungliga Tekniska högskolan i Stockholm år 1900. Han var kemist vid Norrbottens malmförädlingsverk på Svartön 1900–01, assistent och teknisk ledare vid Billesholm-Bjuvs AB tegelfabriker i Bjuv 1901–02, ingenjör vid cementfabriken i Klagshamn 1902–03, chefskemist vid Rhenania AG i Bendorf 1903–04, ingenjör vid Hyllingeverkens keramiska fabriker 1905–12, grundare av samt sekreterare och konsulent hos Sveriges tegelindustriförening 1907–14, överingenjör hos AB Raméns Patenter i Helsingborg 1915–20, informationschef vid Höganäs-Billesholms AB 1920–27 och sektionschef vid Gumælius annonsbyrå 1927–44. Han var utgivare och redaktör för tidskriften "Tegel" 1911–17.
Cronquists stora passion var fotografin. Redan i 15-årsåldern började han att fotografera med en hemmabyggd kamera. Han intresserade sig tidigt för färgfotografin, där hans bakgrund som kemist kom väl till pass. Sina första färgbilder tog han redan 1908, på autochromeplåtar. År 1927 utgav han en liten skrift som behandlade “Färgen i stadsbilden”, där han uppmärksammade färgens betydelse i stadsmiljön. I hans motiv återkommer ofta fasad- och putsstudier i färg och nyuppförda byggnader, men framför allt många vardagssituationer både i Stockholm och även i övriga landet. Från sin bostad högt över Stadsgården i Stockholm tog han många magnifika fotografier över Slussen, Gamla stan och Saltsjön. Han återkom gärna till samma platser för att dokumentera årstidernas växlingar.
Efterhand övergick Cronquist till Agfas färgrasterplåtar och i slutet av 1930 började han fotografera med Kodaks nya färgdiapositivfilm i småbildsformat, Kodachrome, som han beställde direkt från USA. Denna övergång syns även i Cronquists bilder och de blir så ett dokument över färgfotografins tekninska landvinningar på 1900-talet. Färgrasterbilderna hade ett tydligt korn och krävde lång exponeringstid, vilket ofta ledde till viss rörelseoskärpa av människor och fordon. Den nya diafilmen, som Kodak lanserade 1935, öppnade vägen för amatörfotografin i färg. Den hade hög upplösning, var snabb och framför allt billig. Men de mjuka, mättade färgerna med sitt korn som gav ett konstnärligt intryck hade den nya filmen inte.
Cronquist engagerade sig även för fotografin i allmänhet. 1914 frågade han i en fototidskrift: Vart taga de goda negativen vägen? I denna artikel uppmanar han till att tillvarata de fotografiska negativen som amatörfotografer runt om i landet har tagit. Han uppmärksammade fotografins kulturhistoriska värden och att de “… kunna giva åt eftervärlden nog så rika upplysningar just om vår tid… det radikalaste vore givetvis att varje dödsbo särskild i bouppteckningen, som skulle lagfaras, upptoges posten: fotografiska negativ …” Om inte de efterlevande ville vårda negativsamlingen så skulle en vetenskaplig anstalt förvalta arvet.
Cronquist hörde även till första redaktionen för tidskriften FOFO som 1939 utkom med sitt första nummer med Lennart Bernadotte som chefredaktör. Om sin medarbetare Cronquist skrev tidskriften bland annat: "en av vårt landds främsta kännare på färgfotografins område [...] han behandlar i FOTO detta sitt specialgebit..."
Med tiden hade Cronquist ett av Europas största privata färgbildarkiv med bortåt 50 000 fotografier, varav ca 5 procent idag finns i Stockholms stadsmuseets samlingar. Han var verksam som fotograf ända upp i 85-årsåldern och har därmed lämnat efter sig ett unikt fotomaterial i färg från 1900-talets början till 1963.

## Bildexempel
Några bildexempel ur Cronquists produktion som illustrerar färgfilmens utveckling till allt bättre upplösning.

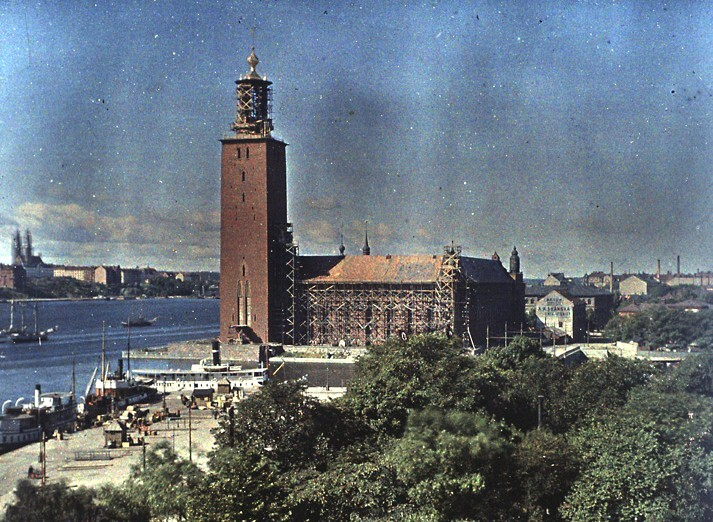
Stockholms stadshus 1921 På autochromplåt
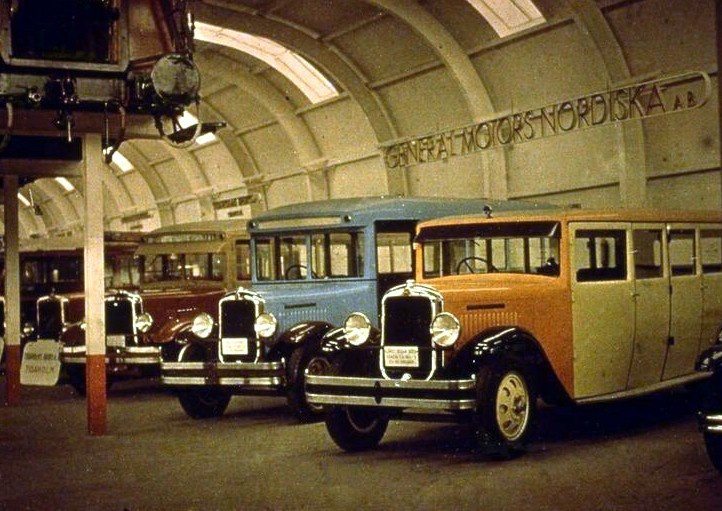
Stockholmsutställningen 1930 På autochromfilm
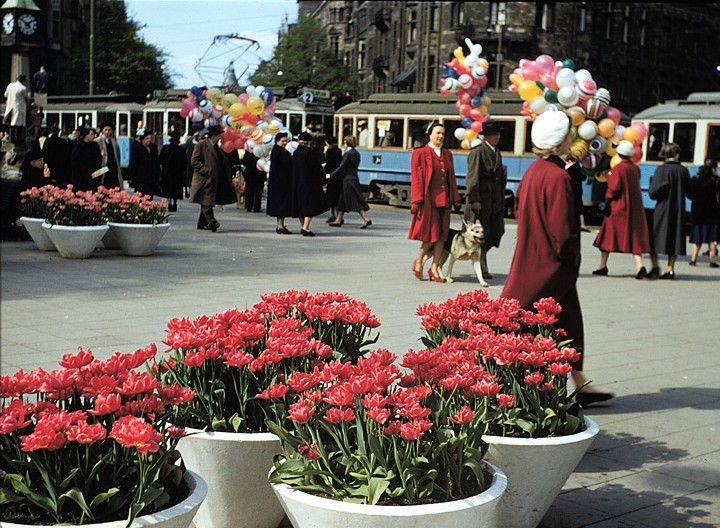
Nybroplan i Stockholm 1953 På Kodachromefilm
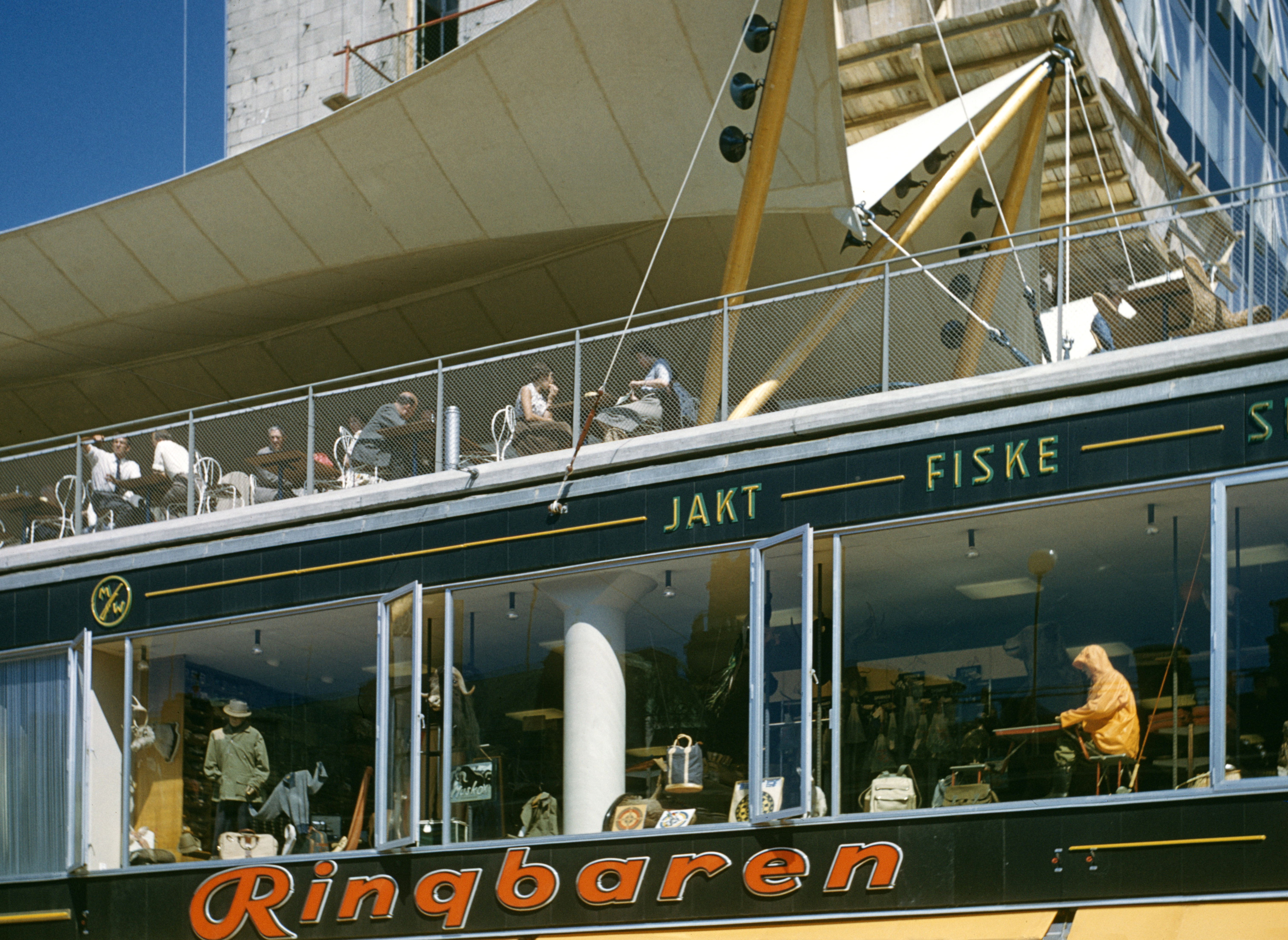
Hötorgscity i Stockholm 1959 På Kodachrome-diafilm